# Paragomphus echinoccipitalis
Paragomphus echinoccipitalis – gatunek ważki z rodziny gadziogłówkowatych (Gomphidae).